# Nazione fuorilegge
Nazione fuorilegge è una serie a fumetti originariamente pubblicata da Vertigo Comics dal 2000 al 2002. La serie composta da diciannove numeri è stata creata da Jamie Delano e Goran Sudzuka. In Italia è stata pubblicata da Edizioni BD nel 2010.
In un'intervista a proposito del fumetto, Delano ha dichiarato che si trattava di “una mia grande, tentacolare ‘storia d'avventura americana’ giocata su quel classico teatro widescreen degli estremi, il territorio dell'immaginazione rappresentato per me, un outsider non nativo, dal continente nordamericano e dalla sua cultura”. È un thriller politico dal ritmo incalzante, hard-boiled, nero-comico e strampalato; uno strano western; un'epica saga familiare in viaggio nella mitologia sotterranea dell'America: è un 'road-movie' di scoperta personale per Story Johnson che torna a casa per vedere se lo 'spirito americano' della sua bizzarra famiglia ha mantenuto la sua resistenza all'oppressione del 'sogno americano'”.
Suzuka ha ricevuto il Russ Manning Most Promising Newcomer Award agli Eisner Awards del 2001, per il suo lavoro su Outlaw Nation.

## Trama
Il protagonista, Story Johnson, è la pecora nera della famiglia Johnson, un clan di semi-immortali, illuminati, che di fatto controlla l'America da dietro le quinte. Johnson, uno scrittore centenario semi-sconosciuto, amnesiaco, uno scrittore di pulp fiction torna a casa dopo aver trascorso venticinque anni da disperso in Vietnam, per riconciliarsi con il suo passato e costruire un nuovo futuro, ma la sua eccentrica famiglia ha altri piani per lui.